# Шашит-паша
Шехсувар Абди-паша, познат као Шашит-паша (пре 1788 — Лесковац, 1830) први је лесковачки паша о коме је сачувано више података.

## Теорије о пореклу
Засигурних података о пореклу Шехсувар Абди-паше нема, али постоје две теорије:
1. потиче од моћних арбанашких породица из Скадра;
2. пореклом је од породице која је живела у граду Чанк'р око 150 километара северно од Анкаре.

Име Шехсувар значи господар коњице на персијском језику, а свакако је припадао породици од великог угледа која је била сејидска односно њени чланови су се убрајали у потомке пророка Мухамеда. Сам паша је имао и печат којим је потврђивао ову чињеницу.

## Биографија
Прво помињање лесковачког паше у изворима налазимо у 1788. години када је за време Кочине крајине организовао одбрану Крушевца од српских добровољаца који су преузели контролу над Цариградским друмом на потезу Београд - Ниш. Потом је са својим људима помогао и одбрану Ниша од српских фрајкораца. Због тих заслуга 1789. године постављен је за нишког мухафиза и ту функцију је обављао до 1792. године. По окончању аустро-турског рата његов задатак је био да као мухафиз сузбије пљачкашке одреде Арбанаса из јужне Србије и растера нерегуларну војску. Уочи Првог српског устанка помагао је београдског везира Хаџи Мустафа-пашу у сузбијању дахија, а затим његовог сина Дилавера да се врати у Београд.
У лето 1809. године, Шехсувар Абди-паша је био на челу војске која је напала Делиград. Мада је овим фронтом командовао велики везир Ибрахим паша, румелијски валија, нападом је руководио лесковачки паша. Шашит-паша је учествовао и у познатом Каменичком боју 1809. године. Пишући о том боју митрополит Стеван Стратимировић каже да је турска војска напала на три српска шанца ''Под предводитељством Шашит паше лесковачкога''. Такође је учествовао у свеобухватном нападу на српске устанике 1813. године. У време када је кнез Милош држао власт у Србији радио је на подривању његовог ауторитета и настанио се трајно у Лесковцу као лесковачки паша.
Умро је 1830. године у Лесковцу и сахрањен је уз џамију султана Бајазита. Не зна се колико је деце имао, док је имао најмање две жене, једну Туркињу и другу потурчену Српкињу из Конопнице.

## Шашит-пашин сарај
Шехусвар Абди-паша имао је два сараја (дворца) у Лесковцу. Други сарај, Нови сарај, на месту данашњег позоришта, био је новијег датума али мање репрезентативан. Простор између ова два сараја припадао је паши, све до реке Ветернице, и на том простору, званом Башта, било је мноштво воћа и поврћа и у средини необично леп шадрван (чесма).